# I. János aragóniai király
I. János (Perpignan, Katalónia (ma Franciaország) 1350. december 27. – Foixà, Katalónia, 1396. május 19.), ragadványneve: Vadász János, katalánul: Joan I d'Aragó, spanyolul: Juan I de Aragón, aragóniai spanyolul: Chuan I d'Aragón, szárdul: Giuanne I de Aragona, Aragónia, Valencia, Mallorca, Szardínia királya, Barcelona grófja. A Barcelonai-ház aragón királyi ágának a tagja.

## Élete
IV. (Szertartásos) Péter (1319–1387) aragón királynak és 3. feleségének,  Aragóniai Eleonóra szicíliai királyi hercegnőnek, II. Péter szicíliai király és Görzi Erzsébet karintiai hercegnő lányának az elsőszülött fia.
1350. december 27-én, János napján látta meg a napvilágot, ezért is keresztelték János névre. Születése megoldotta az aragón trónöröklési válságot, mert eddig apjának csak a lányai maradtak életben, akik viszont az Aragóniában hatályos száli törvény értelmében nem örökölhették a trónt, bár apja, IV. Péter kísérletet tett elsőszülött lányának, Konstanciának (1344–1363) a trónörökössé tételével, de az aragón nemesség heves ellenállását vívta ki ezzel. János mindkét házasságát apja beleegyezése, sőt annak ellenkezése dacára kötötte. Első feleségének, Mattea (Márta/Mária) armagnaci grófnőnek (1347–1378) a halála (1378. október 23.) után, akitől csupán egyetlen lánya, Johanna (1375–1407) maradt életben, apja, IV. Péter az unokájával, Konstancia lányának az egyetlen gyermekével, az új szicíliai királynővel (1377), I. Máriával szerette volna összeházasítani. IV. Péter ugyan vitatta lányunokájának szicíliai örökségét, de ezzel a házassággal azt szerette volna, hogy Szicília a Barcelonai-ház uralma alatt maradjon. Az apjával azonban rossz viszonyt ápoló János trónörökös nem volt hajlandó apja kívánságának eleget tenni. Ehelyett a francia király, VI. Károly unokahúgát, Bar Jolánt (1364–1431), I. Róbertnek, Bar hercegének és Valois Mária francia  királyi hercegnőnek a lányát vette feleségül 1380. február 22-én Montpellier-ben. Mária királynőt pedig végül az unokatestvéréhez, János öccsének, Idős Mártonnak a fiához, Ifjú Márton herceghez adták feleségül 1389. június 24-én, már nagyapja halála után.
Apjának negyedik házassága Fortià Szibillával, aki házasságkötésekor még írni-olvasni sem tudott, ami alapvető elvárás volt egy aragón királyné esetében, mélyítette el a konfliktust a fiaival, Jánossal és Mártonnal akik 1386-ban IV. Péter uralkodásának 50. évfordulóján tartott ünnepségek alól kivonták magukat. János nem volt hajlandó megjelenni apja halálos ágyánál, annyira gyűlölte az új asszonyt, akit apja halála után száműzött az udvartól.
1387. január 5-én lépett trónra, és 1388. április 25-én vagy szeptember 28-án koronázták királlyá Aragónia fővárosában, Zaragozában.
János a szicíliai kaotikus belpolitikai rendszer felszámolására 1392-ben hatalmas hadiflottát küldött a szigetországba. Máriával együtt ment a férje és az apósa, János aragón király öccse is, aki János király fiainak halála miatt az aragón trón első számú örökösének számított.
A sok világra jött gyermeke (12) közül csak két lánya élte túl Jánost, az első házasságából született, Johanna, akit apja 1392. június 4-én Barcelonában feleségül adott I. Mátyáshoz, Foix grófjához, és egy második, Jolánnal, Bar hercegnőjével kötött házasságából származó lánya, Jolán infánsnő. János király egyetlen csecsemőkort túlélt fia, Jakab infáns (1382–1388), aki apja trónra lépése (1387) után trónörökös lett, egy évvel később hatévesen meghalt.
1396. május 19-én váratlanul, fiúgyermekek hátrahagyása nélkül 45 évesen halt meg a katalóniai Foixà városában. Utóda öccse, Idős Márton lett, és bár a trónátadás nem indult zökkenőmentesen, Márton király uralkodása mégis simának és békésnek mondható, akinek a halála csak a fiúutódlás megoldatlansága miatt torkollott véres polgárháborúba. Ekkor öt trónkövetelő jelentkezett, köztük János király unokája is, kisebbik lányának, Jolán infánsnőnek a legidősebb fia, Anjou Lajos herceg. A trónöröklési harcból végül János és Márton unokaöccse, Antequerai Ferdinánd került ki győztesen 1412-ben.
János kedvenc időtöltése a vadászat volt, ezért kapta a Vadász jelzőt. A Poblet-kolostorban nyugszik.

## Gyermekei
- 1. feleségétől, Armagnaci Mattea (Márta/Mária) grófnőtől (1347–1378), I. János armagnaci gróf lányától, 5 gyermek:
  - Jakab (Valencia, 1374. június 23. – 1374. augusztus 22.)
  - Johanna (Daroca, 1375. augusztus – Valencia, 1407. szeptember) aragón trónkövetelő: (1396–1398), férje I. Mátyás foix-i gróf (1363–1398), gyermekei nem születtek
  - János (Barcelona, 1376. július 23. – Barcelona, 1376. július)
  - Alfonz (1377. szeptember 9. – fiatalon)
  - Eleonóra (1378. július 14. – fiatalon)
- 2. feleségétől, Bar Jolántól (1364–1431), I. Róbertnek, Bar hercegének és Valois Mária francia  királyi hercegnőnek a lányaként II. János francia király unokájától, 7 gyermek:
  - Jakab (1382. március 22. – Zaragoza, 1388. szeptember 1.) aragón trónörökös: (1387–1388), Girona hercege
  - Jolán (Barcelona, 1384. augusztus 11. – Saumur, 1443. november 14.), férje II. Lajos (1377–1417) címzetes nápolyi király, Anjou hercege, 6 gyermek, többek közt:
    - Anjou Lajos (1403–1434) aragón trónkövetelő: (1410–1412), III. Lajos néven címzetes nápolyi király, Anjou hercege
    - Anjou Mária (1404–1463), férje VII. Károly francia király (1403–1461), 14 gyermek
    - Anjou Renátusz (1409–1480) aragón trónkövetelő: (1466–1470), I. Renátusz néven nápolyi király: (1435–1442)

  - Ferdinánd (Monzón, 1389. március 18. – Monzón, 1389. október) aragón trónörökös a születésétől, Girona hercege
  - Antónia (1391–1392)
  - Eleonóra (1393. január 2. – 1393. július)
  - Péter (Valencia, 1394. január 13. – Valencia, 1394. január) aragón trónörökös a születésétől, Girona hercege
  - Johanna (Barcelona, 1396. január 12. – fiatalon)